# Karolina Szczepaniak
Karolina Szczepaniak (ur. 12 sierpnia 1992 r. w Warszawie) – polska pływaczka, olimpijka z Pekinu 2008 i Londynu 2012.

## Życiorys
Zawodniczka AZS AWF Katowice. Specjalistka w stylu zmiennym.
Wielokrotna medalistka mistrzostw Polski:
- złota
  - sztafeta 4 x 100 m stylem dowolnym w latach 2007-2008
  - sztafeta 4 x 200 m stylem dowolnym w latach 2007-2008
  - sztafeta 4 x 100 m stylem zmiennym w roku 2007
- srebrna
  - 800 m stylem dowolnym w roku 2008
  - 200 m stylem zmiennym w roku 2007
  - 400 m stylem zmiennym w roku 2007
  - sztafeta 4 x 100 m stylem dowolnym w roku 2006
  - sztafeta 4 x 100 m stylem zmiennym w latach 2006,2008
- brązowa
  - 200 m stylem dowolnym w roku 2008
  - 400 m stylem zmiennym w latach 2006, 2008
  - sztafeta 4 x 200 m stylem dowolnym w roku 2006

Na igrzyskach olimpijskich w 2008 roku wystartowała na dystansie 800 m stylem dowolnym uzyskując 35 czas. Startowała również w sztafecie 4 x 200 m stylem dowolnym, w której Polki zajęły 15. miejsce.